# Densymetr
Densymetr (łac. densus – gęsty, gr. metréō – mierzę) – rodzaj areometru wyskalowanego w jednostkach gęstości. Służy do mierzenia gęstości cieczy.